# Castello di Isola Farnese
Il castello Farnese è un castello medievale situato a Roma in zona Isola Farnese, edificato dalla famiglia Orsini nel XIII secolo e passato nel XVI secolo ai Farnese.

## Storia
Il palazzo baronale, risalente al Basso Medioevo, è stato edificato all'interno del castello Farnese e deve la sua forma attuale al cardinale Alessandro Farnese. Il progetto del 1567 fu elaborato dall'architetto Jacopo Barozzi da Vignola.
Fu posseduto da:
- Paolo Giordano I Orsini, primo duca di Bracciano e dalla sua famiglia sin dal XIII secolo;
- Alessandro Olgiati, nobile romano, dal 9 ottobre 1560, acquisito al prezzo di 17.250 scudi in qualità di prestanome del cardinal Farnese;
- cardinale Alessandro Farnese, acquisito il 16 aprile 1567 al prezzo di 16.500 scudi;
- Camera Apostolica, il 19 dicembre 1649, Ranuccio II Farnese acconsentì alla incamerazione del Ducato di Castro e tutti i beni e diritti costituenti il ducato vennero ceduti alla Camera Apostolica per la cifra di 1.629.750 scudi;
- Maria Anna di Savoia, duchessa del Chiablese e moglie di Benedetto di Savoia, con atto del 1806;
- Maria Cristina di Borbone-Due Sicilie, regina consorte di Sardegna e moglie di Carlo Felice di Savoia, in eredità dal 1824 in seguito alla morte di Marianna di Savoia, sorella del marito;
- Teresa Cristina, Imperatrice del Brasile, nata Borbone-Napoli, in eredita' dalla zia paterna e sua madrina Maria Cristina di Savoia nel 1949, giusto testamento stilato a Roma nel 1840;
- Famiglia Ferraioli, per acquisto pochi anni prima del 1892; Rodolfo Lanciani, cit., "le fattorie di Isola Farnese e Vaccareccia, dove si trovano i resti di Veio e dei suoi estesi cimiteri, furono vendute pochi anni fa, dall’Imperatrice del Brasile al marchese Ferraioli", Pagan and Christian Rome, U.S.A., 1892
- Famiglia Di Robilant, dal 31 marzo 1961, a rogito Notaio Misurale (rep:164283); proprietà alienata da Carlo Alberto Gentiloni Silverj quale procuratore del padre Stefano Gentiloni Silverj al quale la proprietà era pervenuta in eredità da Natalia De Rossi fu Giovanni Battista vedova Ferraioli giusto testamento olografo in data 27 giugno 1939;